# Schenkelberg
Schenkelberg ist eine Ortsgemeinde im Westerwaldkreis in Rheinland-Pfalz. Sie gehört der  Verbandsgemeinde Selters (Westerwald) an.

## Geographische Lage

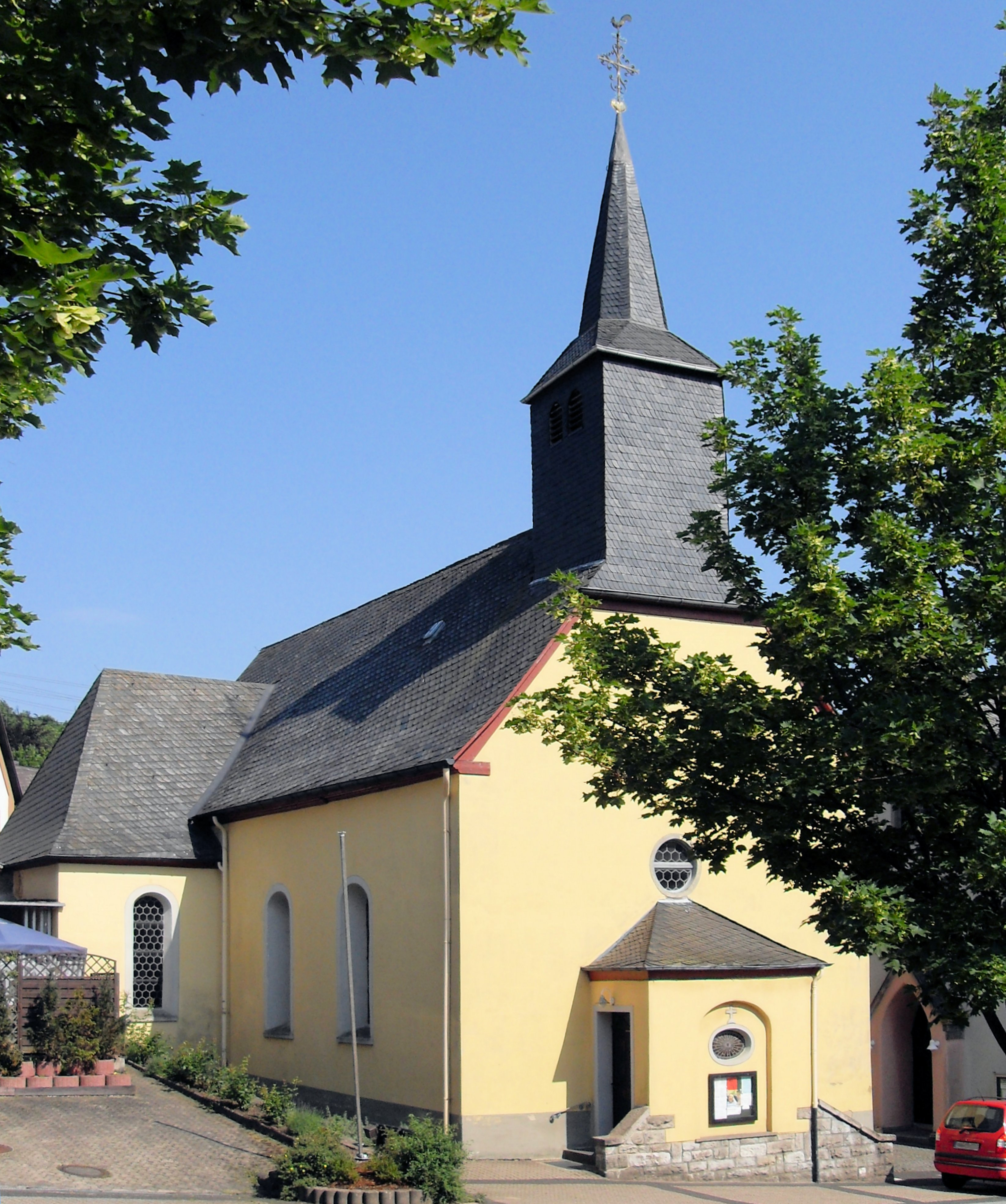
Herz-Jesu-Kirche in Schenkelberg

Schenkelberg liegt drei Kilometer von Herschbach und sieben Kilometer von Selters (Westerwald) entfernt. In unmittelbarer Nähe befindet sich die Westerwälder Seenplatte, ein beliebtes Ferien- und Erholungsgebiet. Die Gegend bietet zahlreiche Wander- und Fahrradwege.

## Geschichte

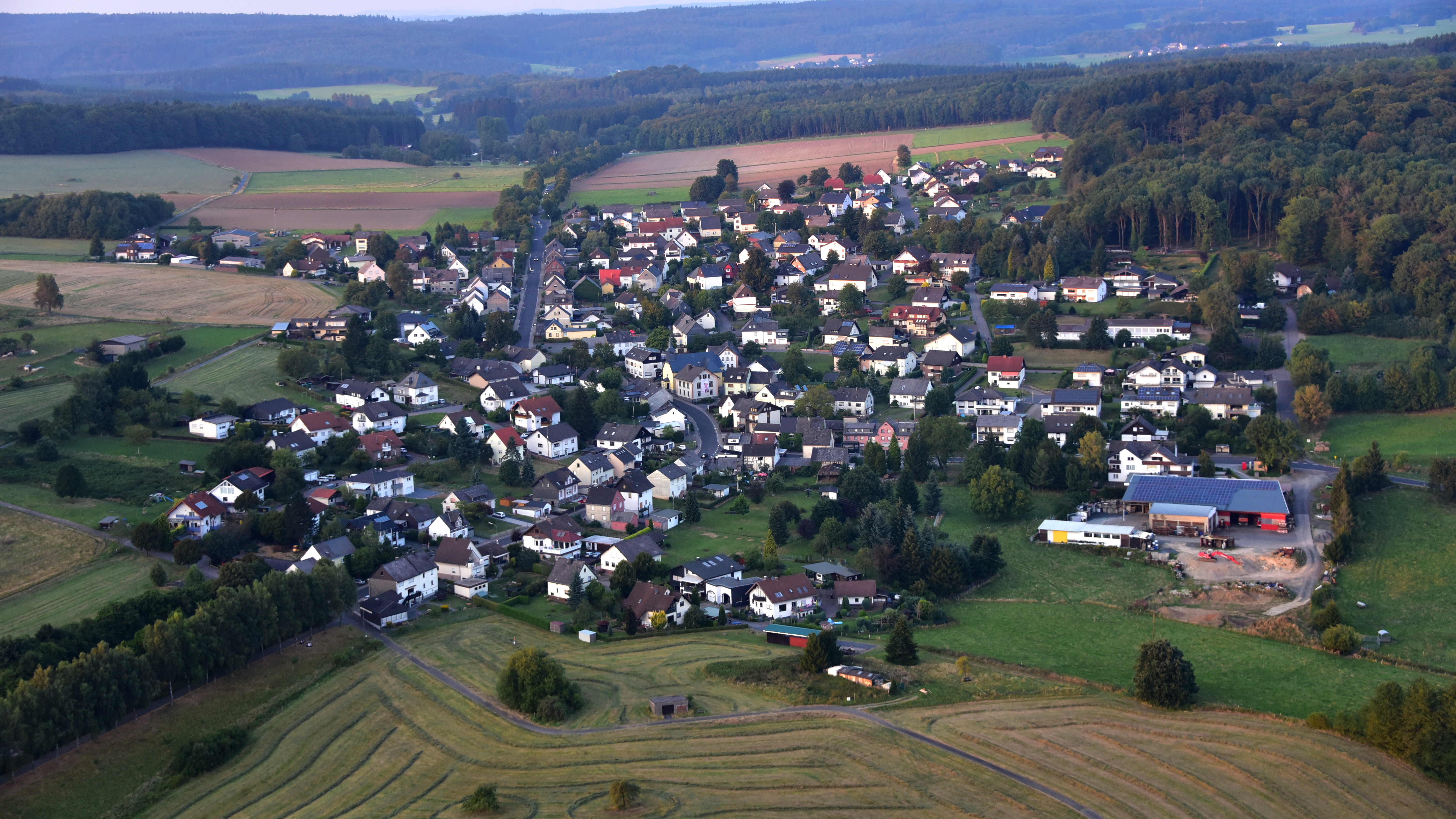
Schenkelberg, Luftaufnahme (2016)

Schenkelberg wurde erstmals 1219 als Schenkelenberg erwähnt und führt nach mehreren geringfügigen Schreibveränderungen seit 1624 seinen heutigen Namen.
Die Herz-Jesu-Kirche stammt aus dem Jahr 1750.

## Politik

### Gemeinderat
Der Gemeinderat in Schenkelberg besteht aus zwölf Ratsmitgliedern, die bei der Kommunalwahl am 9. Juni 2024 in einer Mehrheitswahl gewählt wurden, und dem ehrenamtlichen Ortsbürgermeister als Vorsitzendem.

### Bürgermeister
Egon Schenkelberg wurde am 6. Juli 2024 Ortsbürgermeister von Schenkelberg. Bei der Direktwahl am 9. Juni 2024 war er als einziger Bewerber mit 83,2 Prozent der abgegebenen Stimmen gewählt worden.
Schenkelsbergs Vorgängerin Carolin Bruns hatte das Amt 2009 übernommen und kandidierte 2024 nicht erneut. Zuvor war Egon Bösch von 1979 bis 2009 Ortsbürgermeister der Gemeinde.

### Wappen
| Wappen von Schenkelberg | Blasonierung: „Unter silbernem Schildhaupt, darin zwei goldbesamte und grünbespitzte, rote Rosen, in Grün ein goldener Sturzsparren, erhöht von einem goldenen Weidenkorb.“ |
| Wappen von Schenkelberg | |

## Verkehr
- Die Gemeinde liegt westlich der B 8, die von Limburg an der Lahn nach Siegburg führt.
- Die nächste Autobahnanschlussstelle ist Ransbach-Baumbach an der A 3 Köln–Frankfurt am Main.
- Der nächstgelegene ICE-Halt ist der Bahnhof Montabaur an der Schnellfahrstrecke Köln–Rhein/Main.

## Ehrenbürger
- Mai 2010: Konrad Coenen (1932/33–2016), anlässlich seines 50. Jagdpachtjubiläums für sein herausragendes Engagement für die Gemeinde und ihre Vereine[7][8]

## Sonstiges

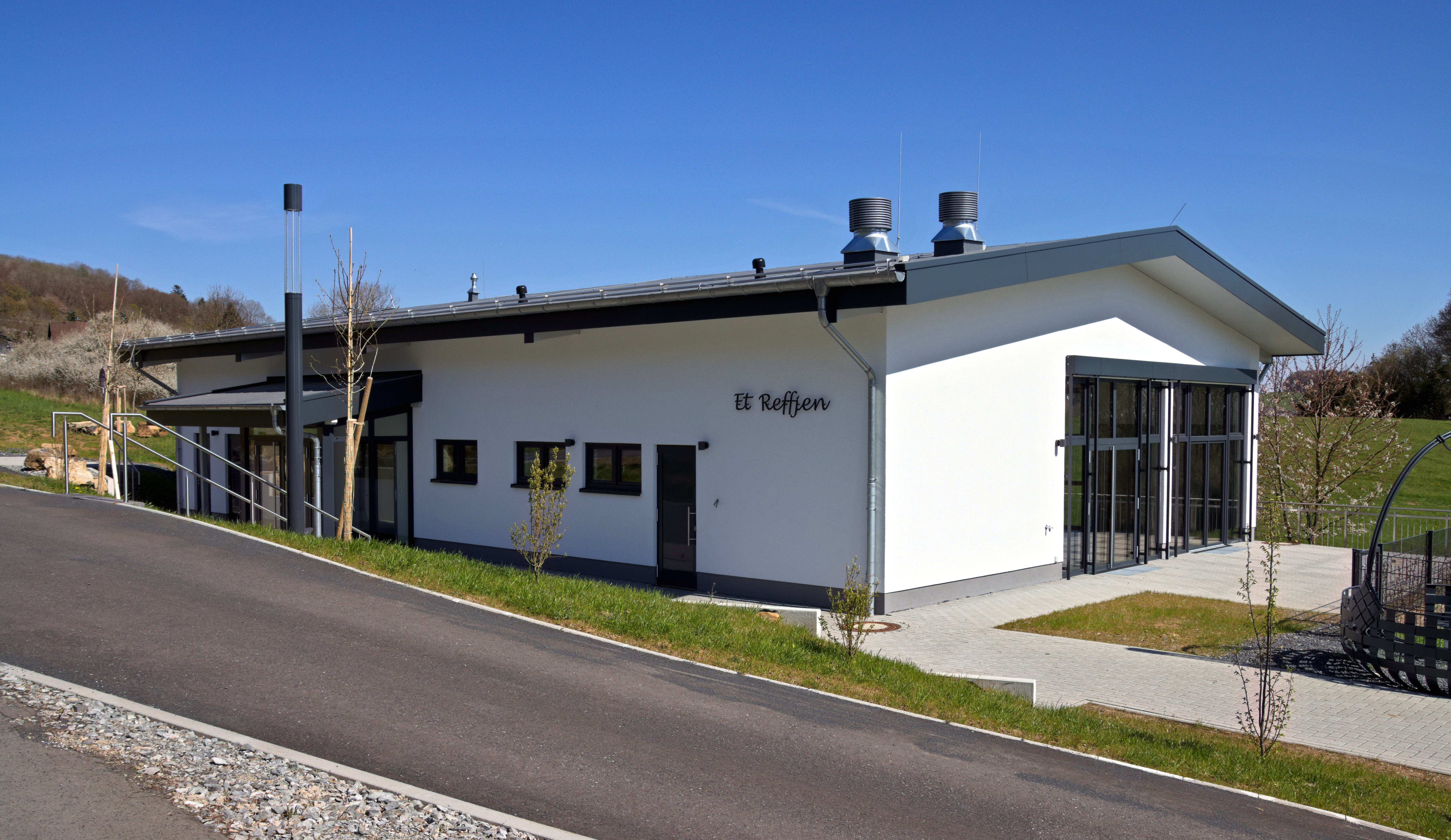
Dorfgemeinschaftshaus Et Reffjen

Die Einwohner von Schenkelberg werden im Volksmund der Nachbarn gelegentlich als Reffjesmacher oder Reffjer bezeichnet, weil dort früher von vielen Bewohnern der Beruf des Korbmachers ausgeübt wurde.